# 13-я стрелковая дивизия (2-го формирования)
13-я стрелковая дивизия — воинское соединение Вооружённых Сил СССР в Великой Отечественной войне.

## История
13-я стрелковая дивизия 2-го формирования создана 27 июля 1941 года в г. Ленинграде на основании постановления Ленинградского городского комитета ВКП(б) от 4 июля 44 г. на базе формирований народного ополчения Красногвардейского, Выборгского и Василеостровского районов как 4-я Гвардейская дивизия  Ленинградской армии народного ополчения (ЛАНО). Сначала командиром дивизии назначен полковник  Сонников, вскоре заболевший, и в командование дивизии вступил полковник Уткин Фёдор Павлович, комиссаром дивизии назначен батальонный комиссар Казаков.
В действующей армии с 12.9.1941 по 11.5.1945 года.
В боевой характеристике 13 сд о её составе при формировании записано: «Рядовой состав  - трудящиеся города Ленинграда, преимущественно из Фрунзенского, Дзержинского, Володарского, Выборгского и Красногвардейского района, люди разных возрастов и профессий… слесари, токари, бухгалтера, педагоги, директора крупных производств, фабричных и научных учреждений, среди них известный астроном профессор Огородников, профессор Прок и другие» 
Обучение частей проводилось в парке Лесотехнической Академии и Ржевском полигоне. 20.8.41 года личный состав принял Присягу.
С 12.9.41 года дивизия переименована в 5-ю дивизию Народного Ополчения в составе 1-го, 2-го, 3-го стрелковых полков в составе  42 армии (с 13.9.44 г. командарм и одновременно заместитель командующего Ленинградским фронтом  генерал майор Федюнинский).  
12.9.41 года на первый рубеж обороны дивизия вышла с задачей остановить немецкие войска на подступах к Ленинграду на рубеже  Пулковских высот.  
В первый бой вступила  12.9.1941 года на рубеже Горелово — северная окраина Константиновки — Верхнее  Койрово — Пулково.
Несмотря на недостаток вооружения и отсутствие боевого опыта, части дивизии, неся потери и нанося потери противнику,  активно оборонялись до 21.9.1941 года на фронте Пулково — Урицк.
Наибольшие потери понёс 2-й стрелковый полк, во время выдвижения на Горелово попавший под удар 36-й  немецкой моторизованной дивизии, но, выиграв время, он дал остальным частям дивизии занять позиции на недостроенном Пулковском рубеже обороны, который  в это время занимал только малочисленный 500-й полк, также сформированный из ленинградских добровольцев.
В помощь дивизии были придан 51-й танковый батальон (до 10 танков КВ-1) и 701-й стрелковый полк.  Бои проходили с переменным успехом,  части дивизии отступали и, наступая, заново занимали населённые пункты Кискино,  Верхнее Койрово, пытались отбить Урицк.
17.9.41 г. противник вывел из боя 4-я танковую группу, которая  была направлена в группу армий "Центр", наступавшую на Москву. Интенсивность боевых действий стала снижаться, противостоящие войска стали переходить к позиционным боям. 
Стойкостью и мужеством, упорной активной обороной  в критический для обороны города момент, 
дивизия,  вместе с другими частями,  сорвала попытки немцев прорваться к Ленинграду в районе Пулковских высот, заставив противника перейти к обороне.
Состав дивизии менялся, дивизия передала 2-й стрелковый полк и отдельный разведывательный  батальон  во вновь формируемую 44 стрелковую дивизию,  приняла в свой состав 500-й стрелковый полк. 
21.9.1941 года дивизия получила наименование 13-й стрелковой дивизии, соответственно былипереименованы полки:  1-й стрелковый  полк стал  119-м сп, 500-й сп — 296 сп,  3-й сп — 172-м стрелковым полком, в состав дивизии входил также 43-й артиллерийский полк .

## 1941-1943 г.г.

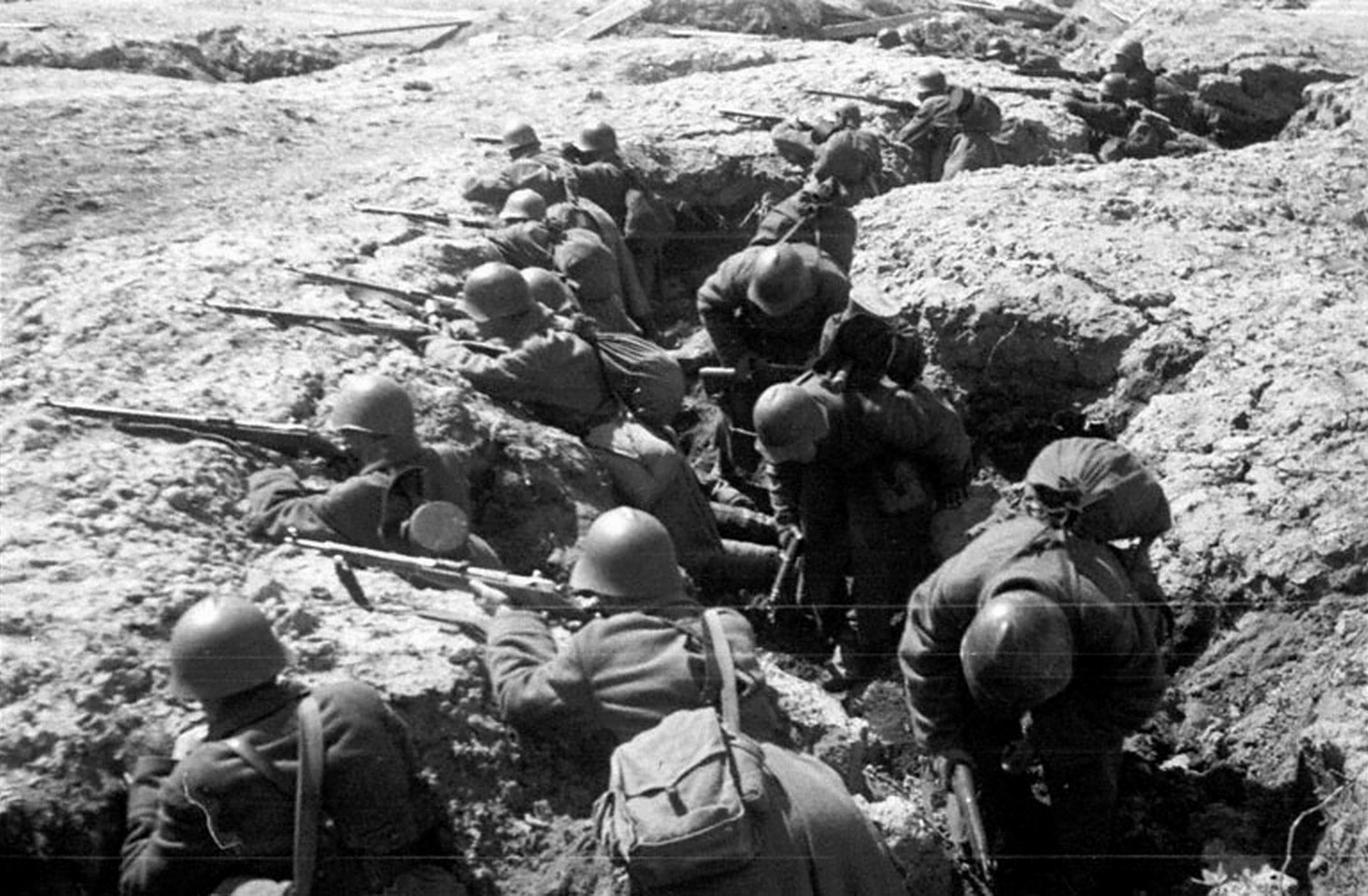
Бойцы заградительного батальона 13-й стрелковой дивизии ведут ружейно-пулеметный огонь по противнику, 6 июня 1942 г.

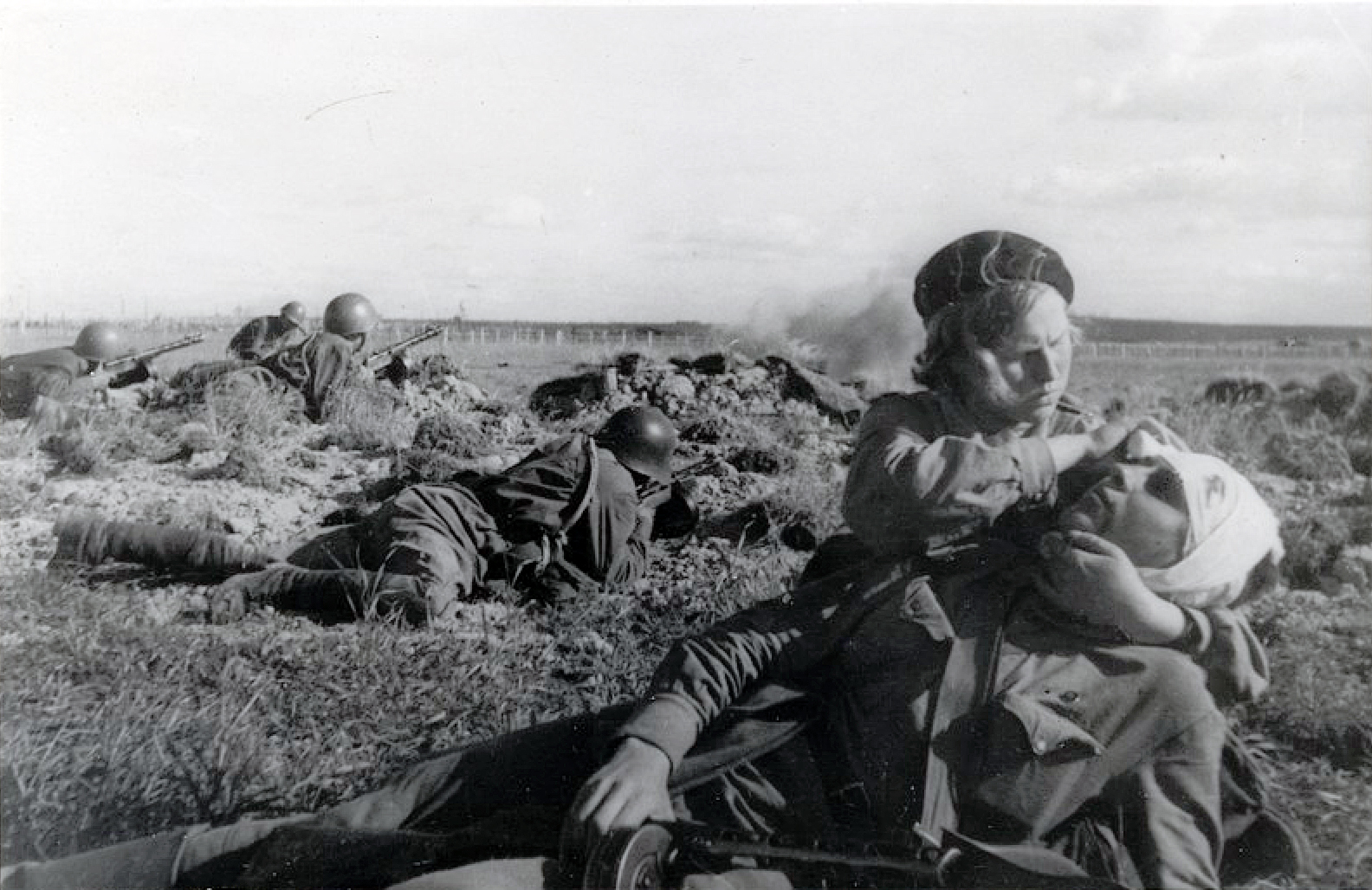
Санинструктор 119-го стрелкового полка Нина Павловна Курганова (умерла от ран 27 марта 1943 г.) оказывает первую помощь раненому, 14 июня 1942 г.

С сентября 1941 по октябрь 1942 года дивизия обороняла Пулковский рубеж на фронте Пулково – Кайерово.  Проводятся обустройство и совершенствование оборонительных сооружений, локальные боевые операции,  выходы разведгрупп и снайперов на позиции.
В частях дивизии воспитана плеяда результативных снайперов, наносивших значительный урон противнику, в их числе зачинатель снайперского движения на Ленинградском фронте Герой Советского Союза   Ф. Смолячков и другие.
С ноября 1942 года по 9 января 1943 года дивизия находилась в резерве Ленинградского фронта и готовилась к боям по прорыву блокады Ленинграда.
В этих боях дивизия участвовала с перерывами с января по март 1943 года. 16.2.43 года части дивизии прорвали оборону противника в районе железной дороги 8 ГЭС - Синявино, продвинулись до 4.5 км и соединились с гарнизоном Невской Дубровки. 
С 12.4 43г. по 14.7.43 года дивизия в составе 55 армии обороняла Колпинский узел обороны, с 15.7.43. года рубеж от Чернышево до реки Нева .

## 1944 год
В ходе операции  Январский гром по окончательному снятию блокады Ленинграда 21.1.44 г. части дивизии, перейдя в наступление от Московского шоссе до реки Нева, сломили сопротивление противника, в ходе упорных боёв с 21.1 по 26.1.44 г. заняли свыше 30 населённых пунктов и 5 железнодорожных станций, были захвачены 119 орудий, 25 складов боеприпасов и снаряжения.
С 16.2.44 г. по март 44 г. дивизия вела бои на западном берегу реки Нарва, с марта 44 года дивизия в резерве 42 армии .
В июне - июле 44 года в составе 23-й армия участвует в  Выборгской наступательной операции Ленинградского фронта, а затем в продолжении  Выборгской операции - сражение на Вуоксе (река Вуокса), также называемое бои за Вуосалми
С 3.6. по 7.6.44 года дивизия в составе резерва фронта прибыла на станцию Токсово, 
16.6.44 г. сменила на рубеже северо-западнее Кивеннапа (Первомайское (Ленинградская область)) части 30-го гвардейского стрелкового корпуса, наступавшего на направлении главного удара фронта. 
17.6.-18.6.44 года в составе  6-го стрелкового корпуса  23-й армии дивизия перешла в наступление в районе северо - западнее Кивеннапа, прорвала вторую линию обороны финнов, перешла к преследованию отходящего противника.
После прорыва второй полосы обороны противника дивизии поставлена задача наступать в северо- западном направлении с целью отрезать пути отхода финнов из Выборга на северо- восток. К 21.6.44 года дивизия овладела станцией Хейниоки ( Вещево,  Выборгский район Ленинградской области) и рядом других населённых пунктов,  и с боями вышла к рубежу обороны противника в межозерном дефиле севернее Луккюля (Озёрное (Ленинградская область)). Наступление проходило в условиях местности, неблагоприятных  для наступательных действий. Получивший подкрепления противник оказывал ожесточённое сопротивление при поддержке артминометного огня, переходя в контратаки силами до батальона.  
К 1.7.44 года дивизия с тяжёлыми затяжными  боями, сломив сопротивление противника, вышла к озеру Ниско-ярви, где находилась в обороне до 14.7.44 года. 
Потери дивизии  с 17.6.44 г. по 1.7.44 г. 3224 человека убитыми и ранеными 
13-14.7.44 года дивизия переправилась на захваченный  к тому времени  плацдарм на левом берегу реки Вуокса и должна была 16.7.44 г. участвовать в продолжении наступления 23-й армии, но наступление было остановлено по приказу Командования Ленинградского фронта. 16.7.44 года дивизия сменила части  142 стрелковой дивизии и  327-й стрелковой дивизии и находилась в жёсткой обороне на плацдарме, ведя позиционные бои до 31.8.44 г. 
31.8.44 г. дивизия выведена во второй эшелон 23-й армии в район Яюряпяя ( Барышево).
После подписания Московского перемирия 19 сентября 1944 года находилась в составе 6 ск  23-й армии на охране Государственной границы СССР с Финляндией . 
31.11. дивизия вошла в состав 43 стрелкового корпуса  59 армии (командарм генерал-лейтенант Коровников).

### 1945 год
В начале декабря 44 г. части 59 а передислоцированы из района Выборга в район Жешува,  59 а вошла в состав   1-го Украинского фронта, командующий фронтом  Маршал   Конев,  а  затем передислоцирована в район   Сандомирского плацдарма.
12.1.45 г. 1 Украинский Фронт  в ходе  Сандомирско-Силезской операции  перешел в наступление с  Сандомирского плацдарма.
59 армия наступала в направлении  Силезского промышленного района. 19-20.1.45 г. 13 сд вела ожесточённые наступательные бои на рубеже Михалувка (Малопольское воеводство), Суловша Друга.
20.1.45 года  296 сп и 172 сп дивизии прорвали оборону противника и стали преследовать противника в западном  направлении.  27.1.  немецкие войска оставили Силезский (Домбровский) промышленный район, 13 сд 27.1.45 г. овладела г. Сосновец.
После занятия Сосновца дивизия продолжала наступление в западном направлении.
29.1.45 г. войска 59 а перешли польско-германскую границу,  30.1.45 года вышли к реке Одер  и переправились на её правый  берег на плацдарм севернее Козеля.
С 13.2.45 г. противник и наши части перешли к обороне. 
Приказом Верховного Главнокомандующего от 5 апреля 1945 г. за участие в освобождении Домбровского угольного района дивизии было присвоено почетное наименование "Домбровская".
В начале апреля 45 г. 1-й Украинский фронт  проводил перегруппировку во время  подготовки к   Берлинской операции.  13 сд  до начала мая 45 г. находилась в обороне в районе Криндельфельд, Ратвиц. 
5.5.45 г. части 59 а перешли в наступление, дивизия  встретила упорное сопротивление противника и понесла в боях потери. 7.5.45 г. дивизия продолжила  наступление и вышла к рубежу Обер-Шрейбендорф.  В ночь на 8.5.45 г. немецкие войска начали отход  по всей линии фронта  на юго-запад. Дивизия  заняла  г. Мюнстерберг и продолжила преследование противника в направлении Чехословакии. 
После окончания боевых действий части дивизии дислоцировались в районе деревни Новы Плес (восточная Богемия, Чехословакия) .

## Полное название
13-я стрелковая Домбровская дивизия

## Состав
Как 5-я гвардейская Ленинградская стрелковая дивизия народного ополчения:
- 1-й стрелковый полк
- 2-й стрелковый полк
- 3-й стрелковый полк
- 500-й стрелковый полк (с 13.09.1941)
- артиллерийский полк
- отдельный танковый батальон
- разведывательный батальон
- сапёрный батальон
- отдельная рота связи
- автотранспортная рота
- отдельная рота химический защиты

Как 13-я стрелковая дивизия:
- 119-й(ранее 1-й) стрелковый полк
- 172-й (ранее 3-й) стрелковый полк
- 296-й (ранее 500-й) стрелковый полк
- 48-й артиллерийский полк
- 115-й отдельный истребительно-противотанковый дивизион (с 10.06.1943)
- 72-й отдельный зенитный артиллерийский дивизион (с 29.12.1941 по 25.02.1943)
- 378-й миномётный батальон (с 14.10.1941 по 23.10.1942)
- 291-й пулемётный батальон (с 31.12.1942 по 07.05.1943)
- 14-я отдельная разведывательная рота (3-й разведывательный батальон)
- 81-й отдельный сапёрный батальон
- 59-й отдельный батальон связи (479-я отдельная рота связи)
- 112-й медико-санитарный батальон
- 121-я автотранспортная рота
- 8-я отдельная рота химический защиты
- 352-я полевая хлебопекарня
- 185-й дивизионный ветеринарный лазарет
- 753-я (418-я) полевая почтовая станция
- 645-я полевая касса Госбанка

Периоды вхождения в состав действующей армии:
- 29 сентября 1941 года — 1 декабря 1944 года;
- 20 декабря 1944 года — 11 мая 1945 года

## Подчинение
| Дата            | Фронт (округ)                                                 | Армия             | Корпус                  | Примечания |
| --------------- | ------------------------------------------------------------- | ----------------- | ----------------------- | ---------- |
| 01.10.1941 года | Ленинградский фронт                                           | 42-я армия        | -                       | -          |
| 01.11.1941 года | Ленинградский фронт                                           | 42-я армия        | -                       | -          |
| 01.12.1941 года | Ленинградский фронт                                           | 42-я армия        | -                       | -          |
| 01.01.1942 года | Ленинградский фронт                                           | 42-я армия        | -                       | -          |
| 01.02.1942 года | Ленинградский фронт                                           | 42-я армия        | -                       | -          |
| 01.03.1942 года | Ленинградский фронт                                           | 42-я армия        | -                       | -          |
| 01.04.1942 года | Ленинградский фронт                                           | 42-я армия        | -                       | -          |
| 01.05.1942 года | Ленинградский фронт (Группа войск Ленинградского направления) | 42-я армия        | -                       | -          |
| 01.06.1942 года | Ленинградский фронт (Ленинградская группа войск)              | 42-я армия        | -                       | -          |
| 01.07.1942 года | Ленинградский фронт                                           | 42-я армия        | -                       | -          |
| 01.08.1942 года | Ленинградский фронт                                           | 42-я армия        | -                       | -          |
| 01.09.1942 года | Ленинградский фронт                                           | 42-я армия        | -                       | -          |
| 01.10.1942 года | Ленинградский фронт                                           | 42-я армия        | -                       | -          |
| 01.11.1942 года | Ленинградский фронт                                           | 42-я армия        | -                       | -          |
| 01.12.1942 года | Ленинградский фронт                                           | 42-я армия        | -                       | -          |
| 01.01.1943 года | Ленинградский фронт                                           | -                 | -                       | -          |
| 01.02.1943 года | Ленинградский фронт                                           | 67-я армия        | -                       | -          |
| 01.03.1943 года | Ленинградский фронт                                           | 67-я армия        | -                       | -          |
| 01.04.1943 года | Ленинградский фронт                                           | 55-я армия        | -                       | -          |
| 01.05.1943 года | Ленинградский фронт                                           | 55-я армия        | -                       | -          |
| 01.06.1943 года | Ленинградский фронт                                           | 55-я армия        | -                       | -          |
| 01.07.1943 года | Ленинградский фронт                                           | 55-я армия        | -                       | -          |
| 01.08.1943 года | Ленинградский фронт                                           | 55-я армия        | -                       | -          |
| 01.09.1943 года | Ленинградский фронт                                           | 55-я армия        | -                       | -          |
| 01.10.1943 года | Ленинградский фронт                                           | 55-я армия        | -                       | -          |
| 01.11.1943 года | Ленинградский фронт                                           | 55-я армия        | -                       | -          |
| 01.12.1943 года | Ленинградский фронт                                           | 55-я армия        | -                       | -          |
| 01.01.1944 года | Ленинградский фронт                                           | 67-я армия        | 116-й стрелковый корпус | -          |
| 01.02.1944 года | Ленинградский фронт                                           | 2-я ударная армия | -                       | -          |
| 01.03.1944 года | Ленинградский фронт                                           | 2-я ударная армия | 124-й стрелковый корпус | -          |
| 01.04.1944 года | Ленинградский фронт                                           | 59-я армия        | -                       | -          |
| 01.05.1944 года | Ленинградский фронт                                           | 42-я армия        | 118-й стрелковый корпус | -          |
| 01.06.1944 года | Ленинградский фронт                                           | 42-я армия        | 118-й стрелковый корпус | -          |
| 01.07.1944 года | Ленинградский фронт                                           | 23-я армия        | 6-й стрелковый корпус   | -          |
| 01.08.1944 года | Ленинградский фронт                                           | 23-я армия        | 6-й стрелковый корпус   | -          |
| 01.09.1944 года | Ленинградский фронт                                           | 23-я армия        | 6-й стрелковый корпус   | -          |
| 01.10.1944 года | Ленинградский фронт                                           | 23-я армия        | 6-й стрелковый корпус   | -          |
| 01.11.1944 года | Ленинградский фронт                                           | 59-я армия        | -                       | -          |
| 01.12.1944 года | Ленинградский фронт                                           | 59-я армия        | 43-й стрелковый корпус  | -          |
| 01.01.1945 года | 1-й Украинский фронт                                          | 59-я армия        | 115-й стрелковый корпус | -          |
| 01.02.1945 года | 1-й Украинский фронт                                          | 59-я армия        | 43-й стрелковый корпус  | -          |
| 01.03.1945 года | 1-й Украинский фронт                                          | 59-я армия        | 43-й стрелковый корпус  | -          |
| 01.04.1945 года | 1-й Украинский фронт                                          | 59-я армия        | 43-й стрелковый корпус  | -          |
| 01.05.1945 года | 1-й Украинский фронт                                          | 59-я армия        | 43-й стрелковый корпус  | -          |

## Командиры дивизии
- Полковник  Сонников Григорий Леонтьевич
- Полковник Уткин, Фёдор Павлович  с 09.09.1941 по 18.09.1941
- Генерал-майор  Зайцев Пантелеймон Александрович с 19.09.1941 по 09.11.1941
- Генерал-майор  Швыгин Илья Иванович  с 10.11.1941 по 22.12.1941
- Полковник  Якутович Вячеслав Петрович  с 23.12.1941 по 25.01.1943
- Полковник  Фёдоров Павел Сергеевич  с 26.01.1943 по 27.03.1944
- Полковник Степанов, Александр Михайлович с 28.03.1944 по 12.04.1944
- Полковник  Родионов Владимир Аркадьевич  с 13.04.1944 по 21.05.1944
- Генерал-майор Александров Сергей Николаевич  с 22.05.1944 по 11.05.1945

## Начальники  штаба
- Полковник Дмитриев Антон Степанович
- Полковник Степанов  Александр Михайлович

## Заместители  командира дивизии по политической части
- Батальонный комиссар  Казаков… (?)
- Полковник  Белоусов Григорий Гаврилович

## Дивизионная газета
Дивизионная красноармейская газете «Вперёд».
Ответственный редактор капитан Кошелев П.С.

## Награды и наименования
| Награда (наименование)              | Дата               | За что награждена |
| ----------------------------------- | ------------------ | --- |
| Почетное наименование «Домбровская» | 5 апреля 1945 года | присвоено приказами Верховного Главнокомандующего № 054 от 5 апреля 1945 года и № 259 от 27 января 1945 года за отличие в боях по овладению городом Домброва-Гурне (Домброва-Гурнича). |

Награды частей дивизии:
- 119-й стрелковый ордена Александра Невского[12] полк
- 172-й стрелковый ордена Алесандра Невского[12] полк

## Отличившиеся воины дивизии
| Награда | Ф. И. О.                        | Должность                                                                              | Звание                   | Дата награждения | Примечания |
| ------- | ------------------------------- | -------------------------------------------------------------------------------------- | ------------------------ | --- | --- |
|         | Камышев, Иван Павлович          | Пулемётчик 172-го стрелкового полка                                                    | Красноармеец             | 10.04.1945 | Званием Героя Советского Союза награждён посмертно за подвиг, совершённый 26 января 1945 года под городом Сосновец (Польша) |
|         | Маджар, Владимир Романович      | Командир орудийного расчёта 115-го отдельного истребительно-противотанкового дивизиона | Младший сержант          | 27.1.1945 Орден Славы III степени 18.2.1945 Орден Славы II степени 27.6.1945 Орден Славы I степени                        | Полный кавалер Ордена Славы |
|         | Михайлов, Алексей Александрович | Стрелок 172-го стрелкового полка                                                       | Красноармеец             | Полный кавалер Ордена Славы. Даты приказов 27.04.1944 года, 16.09.1944, Указ Президиума Верховного Совета СССР 10.11.1970 | 11. 04. 1945 года Михайлов был повторно награждён орденом Славы 2-й степени ( по статуту Ордена Славы награждение этим орденом производится последовательно: третьей, затем второй , и затем первой степенью ордена, но после ранения и лечения в госпитале был направлен в другую часть, и А.А. Михайлов, и командир части, писавший наградной лист с представлением к награждению, не знали о награждении 16.09.1944 Орденом Славы II степени). Указом Президиума Верховного Совета СССР 10.11.1970, А.А. Михайлов перенаграждён Орденом Славы I степени, став Полным Кавалером Ордена Славы. |
|         | Оторбаев, Асанбек               | Пулемётчик 296-го стрелкового полка                                                    | Младший сержант          | 10.04.1945 | Награжден посмертно за подвиг, совершённый 31 января 1945 года. Оторбаев с двумя гранатами бросился под самоходное артиллерийское орудие, ценой своей жизни уничтожив его |
|         | Рубцов, Александр Григорьевич   | Наводчик станкового пулемёта 296-го стрелкового полка Командир расчёта пулемётной роты | Сержант, старший сержант | 26.06.1944 16.02.1945 15.05.1946                                                                                          | Награждён Орденом Славы I степени посмертно. 2 марта 1945 года расчёт Рубцова отразил неоднократные контратаки врага, подавил несколько огневых точек, сразил несколько десятков гитлеровцев. В этом бою был тяжело ранен, но с позиции не ушёл. Умер от ранений 6.4.1945 г. |
|         | Серещенко, Иван Васильевич      | Разведчик 296-го стрелкового полка Командир отделения                                  | Старший сержант          | 15.03.1944 28.02.1945 27.06.1945                                                                                          | В составе дивизии награждён Орденами Славы I и II степени |
|         | Смолячков, Феодосий Артемьевич  | Снайпер 4-й отдельной мотострелковой разведывательной роты                             | Красноармеец             | 06.02.1942 | Звание Героя присвоено посмертно. Погиб 15 января 1942 года. На боевом счету снайпера 125 уничтоженных солдат и офицеров врага |

 .

## Память
- Мемориал Пулковский рубеж

Пулковский рубеж — мемориал, входящий в Зелёный пояс Славы Ленинграда. Находится на Пулковском шоссе на рубеже, где в сентябре 1941 года было остановлено наступление немецких войск. 
В сентябре 1941 на Пулковском рубеже сражались 3-я гвардейская и 5-я Ленинградская стрелковые дивизии народного ополчения, остановившие наступление немецко-фашистских войск на Ленинград с юга, затем 13-я, 85-я, 125-я, 189-я стрелковые дивизии и другие части. 
Сооружён в 1967 году трудящимися Московского района Ленинграда на южном склоне Пулковских высот. Авторы проекта: архитектор Я. Н. Лукин, скульптор Л. Л. Михайлёнок, художник А. П. Ольхович.

Памятник воинам 23-й армии Ленинградского фронта

- На памятнике  воинам 23 армии Ленинградского фронта, участвовавшим в боях в июле 1944 года на реке Вуокса,  установленном  после окончания боевых действий по решению Военного Совета 23-й армии около посёлка  Барышево, Выборгского района Ленинградской области на высоте 44.5., за которую  шли бои,  на мемориальной плите увековечена 13-я стрелковая дивизия.

- В Петербурге существует музей, посвящённый боевому пути 5-й Дивизии народного ополчения Ленинграда. Коллекция музея собиралась преподавателями и учащимися 470-й школы совместно с ветеранами дивизии. В апреле 2002 г. музей был передан 123-й школе, силами которой и создана новая музейная экспозиция. Она открылась в мае 2003 г.[16]

- Улица Смолячкова в Санкт-Петербурге названа в честь Героя Советского Союза Феодосия Смолячкова, снайпера 4-й отдельной разведывательной роты дивизии.